# عمر النقشبندي
عمر النقشبندي (1910/1906–1981) هو عازف عود سوري.
له العديد من الإضافات الهامة في تاريخ الموسيقى السورية.

## حياته
ولد عمر النقشبندي في اسطنبول عام 1906 (أو في حماه عام 1910)، لأب سوري عمل كضابط في الجيش التركي، ولأم من أصول تركية. انتقل عام 1914 مع عائلته إلى بيروت حيث درس في الكلية الأمريكية، وأهداه مدير الكلية عوداً لبراعته في العزف.
عادت العائلة إلى دمشق عام 1919، ليعزف على مسارح دمشق قبل أن يعود إلى بيروت عام 1933. وبعدها شارك في احتفاليات حماه في الأربعينيات، وفي مهرجان الشباب العالمي في موسكو عام 1957، وفي عديد المناسبات في مصر والصين وغيرها.

## أهم أعماله
ألف عمر النقشبندي معزوفة «رقصة ستي» التي تعتبر من أهم المعزوفات السورية، وقام بتلحين «من أول نظرة حبيتك»، «ويلي منك ياويلي» ومقطوعة «غروب».

## عائلته
من أحفاده من ابنته، الفنانات الشقيقتان: سلمى المصري ومها المصري.